# Mi hermana la gorda
Mi hermana la gorda ( francés : À ma sœur!) es una película dramática francesa de 2001 escrita y dirigida por Catherine Breillat y protagonizada por Anaïs Reboux y Roxane Mesquida. Fue lanzado en ciertos países de habla inglesa bajo los títulos alternativos "For My Sister" y "Story of a Whale".
La trama de la película sigue a dos hermanas jóvenes mientras lidian con la mayoría de edad, la rivalidad entre hermanos y el deseo mientras están de vacaciones con su familia.

## Sinopsis
Anaïs y su hermana mayor, Elena, están de vacaciones con sus padres en la costa francesa. Aburridos de quedarse en su casa de vacaciones, los dos caminan hacia la ciudad mientras hablan sobre sus relaciones y su virginidad. Aunque Elena, convencionalmente atractiva, ha sido promiscua, está reservando las relaciones sexuales reales para alguien que la ame, mientras que Anaïs, con sobrepeso, piensa que es mejor perder la virginidad con un "don nadie" solo para terminar de una vez.
Conocen a un estudiante de derecho italiano, Fernando, en un café. Más tarde, Fernando se cuela en el dormitorio de las chicas para tener una relación con Elena. Anaïs está despierta y observa toda su interacción. Después de una conversación sobre las relaciones anteriores de Fernando con otras mujeres, Elena accede a tener sexo con él, pero se echa atrás en el último momento. Frustrado, Fernando la presiona por varios medios, incluida la amenaza de acostarse con otra mujer solo para aliviarse. Finalmente, Elena es obligada a tener sexo anal como una "prueba de amor", aunque obviamente es una experiencia dolorosa para ella.
Por la mañana, Fernando le pide sexo oral a Elena antes de irse, pero Anaïs está harta y les dice que la dejen dormir en paz. Al día siguiente, las niñas y Fernando van a la playa. Anaïs se sienta en el océano con su vestido nuevo y canta para sí misma mientras Elena y Fernando se van solos. Más tarde, mientras las chicas recuerdan su infancia juntas en la casa, Elena revela que Fernando le dio un anillo mientras estaba en la playa. Anaïs expresa abiertamente sus sospechas sobre las intenciones de Fernando. Esa noche, Elena entrega su virginidad a Fernando mientras Anaïs llora en silencio al otro lado de la habitación.
Más tarde, la madre de Fernando llega a la casa de vacaciones y pide que le devuelvan el anillo que Fernando le dio a Elena, ya que le pertenece a ella y es parte de una colección de joyas de amantes pasados que ella guarda. Al descubrir la relación de Elena y Fernando, su madre decide enojada regresar en automóvil desde Les Mathes a su casa en París . En el camino de regreso, se cansa y decide dormir en un área de descanso, donde un hombre rompe el parabrisas de su automóvil con un hacha, mata a Elena y estrangula a su madre mientras le rasga la ropa. Cuando Anaïs sale del auto y comienza a retroceder, él lleva a Anaïs al bosque y la viola. Cuando llega la policía a la mañana siguiente, Anaïs, recordando su conversación con Elena sobre la virginidad, insiste en que no la violó.

## Reparto
- Anaïs Reboux como Anaïs Pingot
- Roxane Mesquida como Elena Pingot
- Libero De Rienzo como Fernando
- Arsinée Khanjian como el señor Pingot
- Romain Goupil como François Pingot
- Laura Betti como la madre de Fernando
- Albert Goldberg como el asesino

## Lanzamiento

### Crítica
Recepción crítica 
La película recibió críticas generalmente positivas de los críticos. Rotten Tomatoes informa un índice de aprobación del 73 % basado en 86 reseñas, con una calificación promedio de 6.4/10. El consenso del sitio dice: "La controvertida Fat Girl es una mirada inquebrantablemente dura pero poderosa a la adolescencia femenina". En Metacritic , la película tiene una puntuación media ponderada de 77 sobre 100 basada en 24 críticos, lo que indica "críticas generalmente favorables".

### Controversia
La película fue prohibida en Ontario por la Junta de Revisión de Cine de Ontario a fines de 2001 debido a las objeciones con respecto a la representación franca de la sexualidad adolescente. El crítico de cine estadounidense Wheeler Winston Dixon señaló que la película no solo estaba prohibida en Ontario, sino que estaba "severamente restringida al público adulto en todo el mundo". Dixon describió la película como una "historia desgarradora de la mayoría de edad de una niña de 13 años cuando su hermana de 15 años se embarca en una serie de relaciones sexuales", con "escenas sexuales explícitas" en una "estructura narrativa brutal". " La prohibición en Canadá finalmente fue anulada y la película se proyectó en varios cines en 2003. 

### Reconocimientos
En 2001, la película ganó el Premio Manfred Salzgeber en el 51° Festival Internacional de Cine de Berlín y el Premio France Culture en el Festival de Cine de Cannes de 2001 .